# Tajná
Tajná (bis 1927 slowakisch „Tajna“; ungarisch Tajnasári – bis 1895 Tajna) ist eine slowakische Gemeinde im Okres Nitra und im Nitriansky kraj mit 281 Einwohnern (Stand 31. Dezember 2024).

## Geographie
Die Gemeinde befindet sich im westlichen Teil des Hügellands Pohronská pahorkatina, einem Teil des slowakischen Donauhügellands, im Tal des Baches Širočina im Einzugsgebiet der Žitava. Das Ortszentrum liegt auf einer Höhe von 174 m n.m. und ist sechs Kilometer von Vráble sowie 26 Kilometer von Nitra entfernt.
Zur Gemeinde gehört auch der 1895 eingemeindete Ort Šarovce (zum ersten Mal 1075 erwähnt, ungarisch Sári), der heute kein Gemeindeteil mehr ist.
Nachbargemeinden sind Nevidzany im Norden, Čifáre im Osten, Telince im Süden, Vráble (Stadtteil Horný Ohaj) im Westen und Nová Ves nad Žitavou im Nordwesten.

## Geschichte

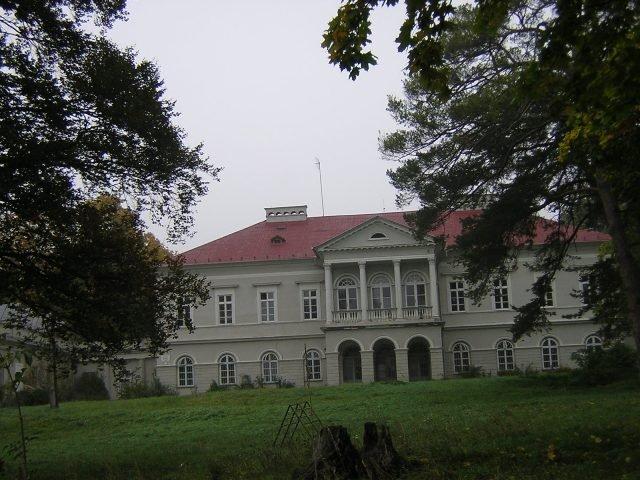
Landschloss der Familie Révay in Tajná

Tajná wurde zum ersten Mal 1075 als Taina schriftlich erwähnt, als die neugegründete Abtei von Hronský Beňadik zwei Joch Land, Wiesen und Wald im Gemeindegebiet erhielt. 1275 spaltete sich ein Teil des Orts, später Kistajna (slowakisch Malá Tajná), ab und war zuerst Besitz der Burg Barsch, später des örtlichen Landadels, des Landadels aus Baracska und der Familie Révay. Der der Abtei zugehörige Teil wurde 1565 Besitz des Erzbistums Gran. 1534 gab es eine Porta in Tajná, 1601 standen 36 Häuser im Ort, 1715 gab es 11 Steuerzahler, 1828 zählte man 28 Häuser und 181 Einwohner.
Bis 1918 gehörte der im Komitat Bars liegende Ort zum Königreich Ungarn und kam danach zur Tschechoslowakei beziehungsweise heute Slowakei. Auf Grund des Ersten Wiener Schiedsspruchs lag er 1938–1945 noch einmal in Ungarn.

## Einwohner
| Jahr                | 1994 | 2004    | 2014    | 2024    |
| ------------------- | ---- | ------- | ------- | ------- |
| Anzahl der Personen | 280  | 285     | 283     | 281     |
| Unterschied         |      | +1,78 % | −0,70 % | −0,70 % |

| Jahr                | 2023 | 2024    |
| ------------------- | ---- | ------- |
| Anzahl der Personen | 284  | 281     |
| Unterschied         |      | −1,05 % |

Gemäß der Volkszählung 2011 wohnten in Tajná 274 Einwohner, davon 261 Slowaken und drei Magyaren. 10 Einwohner machten keine Angaben zur Ethnie.
227 Einwohner bekannten sich zur römisch-katholischen Kirche und vier Einwohner zur Evangelischen Kirche A. B. 13 Einwohner waren konfessionslos und bei 30 Einwohnern wurde die Konfession nicht ermittelt.

## Bauwerke und Denkmäler
- römisch-katholische Allerheiligenkirche im Barockstil aus dem Jahr 1749
- Kapelle im spätklassizistischen Stil aus dem Jahr 1865
- Landschloss der Familie Révay im klassizistischen Stil aus dem Jahr 1840, mit einem umliegenden Park